# Hnilec (řeka)
Hnilec (maďarsky Gölnic, německy Göllnitz) je slovenská řeka, největší pravostranný přítok Hornádu, která protéká Volovskými vrchy.

## Tok

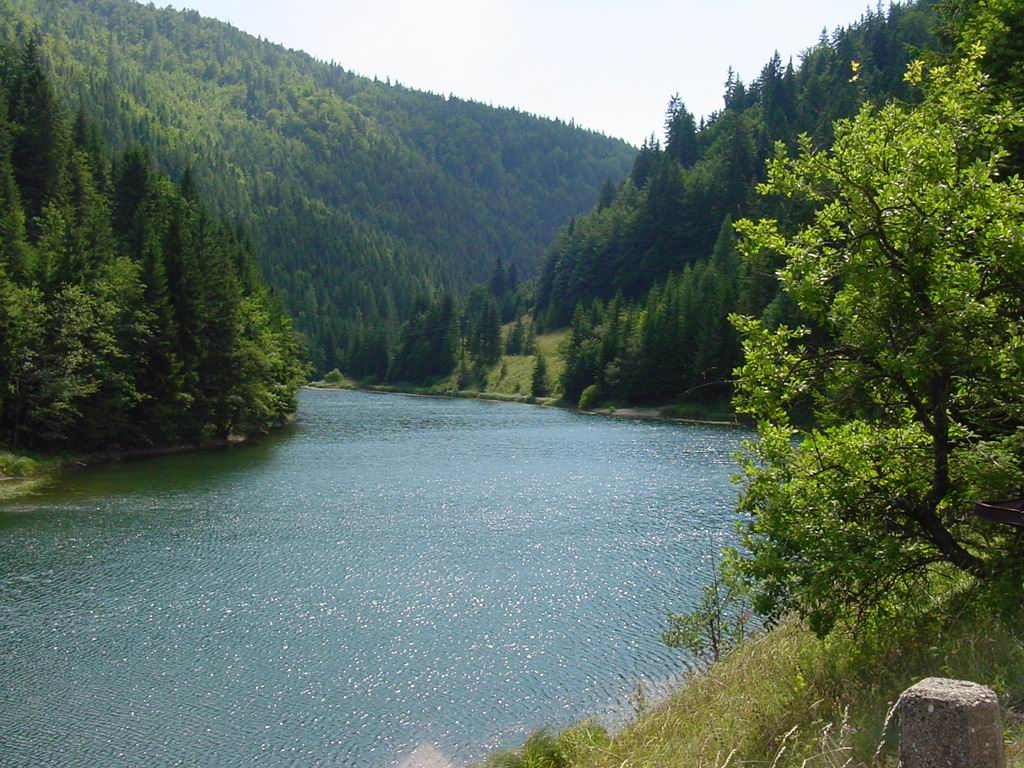
Přehrada Palcmanská Maša – Dedinky

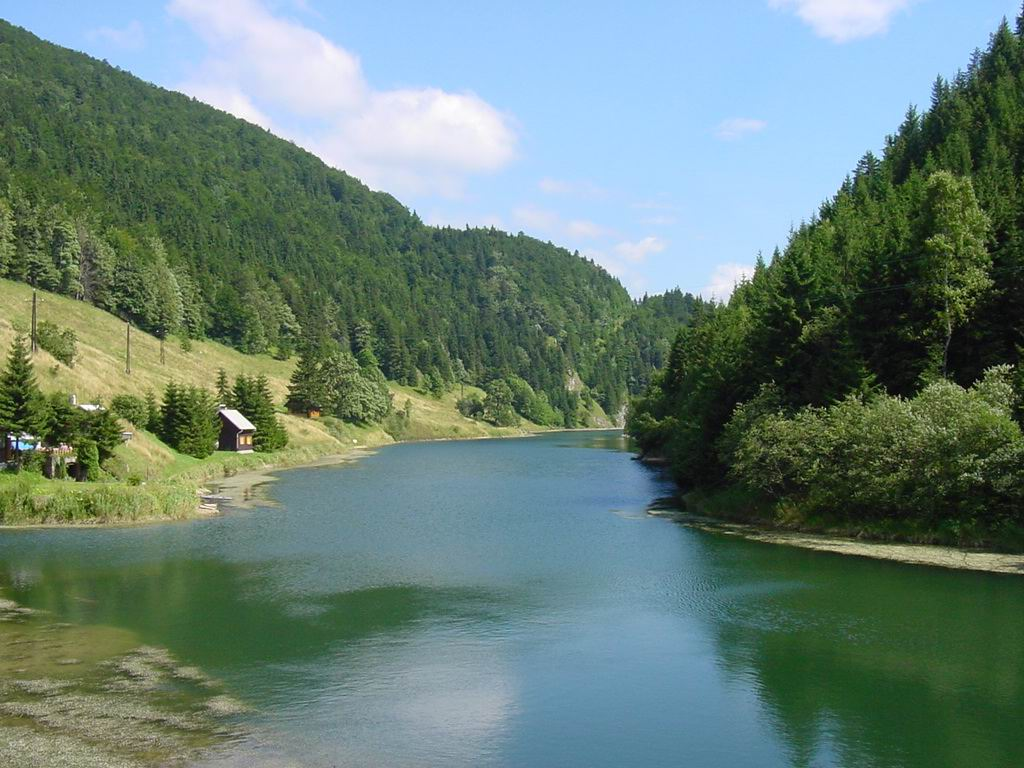
Osada Stratenská Píla – začátek přehrady

Pramení na východním svahu masivu Kráľovy hole, blízko se nacházejí prameny dalších významných slovenských řek: Hron, Černý Váh a Hornád. Řeka protéká Slovenským rájem a Volovskými vrchy, do Hornádu se vlévá u Margecan. Nejvýznamnějšími přítoky jsou levostranný Železný potok a pravostranné Smolník a Kojšovský potok.
Na svém horním toku má ráz horské bystřiny, která se prodírá malebným údolím na rozhraní Slovenského ráje a Slovenského rudohoří (Volovských vrchů). Na svém horním toku nad obcí Stratená řeka vytváří tiesňavu (říční soutěsku) Stratenský kaňon. Stratenská dolina je krajinářsky velmi atraktivní – po celé délce jí lemují skalní srázy okolních vrchů, leží v ní dvě národní přírodní rezervace – NPR Hnilecká jelšina a NPR Stratená, světoznámá Dobšinská ledová jeskyně a veřejnosti nepřístupná Stratenská jeskyně.
U Dedinek byla na řece vybudována přehrada Dedinky – Palcmanská Maša, která slouží jako přečerpávací vodní elektrárna. V době provozu elektrárny je voda přesměrována do elektrárny Vlčia dolina-Dobšiná, kde uměle zlepšuje průtok Dobšinského potoka, přítoku Slané. Pod Dedinkami je proto Hnilec často nesplavný kvůli nedostatku vody. Od Dedinek řeka teče prudkým tokem s ostrými kameny na dně širokého, většinou zalesněného údolí přes vesnice Mlynky, Hnilec, Nálepkovo, Mníšek nad Hnilcom. Pod Mníškem nad Hnilcem řeka mohutní, spád ale neklesá, teče početnými kamenitými peřejemi. U Prakovců se údolí opět zužuje a řeka si zde udržuje svůj peřejnatý a prudký tok až po ústí do Hornádu
u Margecan.

## Povodí podle přítoků (ve směru toku)
(P – pravostranný, L – levostranný)
- Studňový potok P
- Lastovičí potok L
- Zbojnícky potok (přítok Hnilce) P
- Spišský potok (přítok Hnilce) P
- Kopanec (přítok Hnilce) L
- Tiesňavy (potok) P
- Gápeľ (potok) P
- Krčmársky potok (přítok Hnilce) P
  - Vrábľovský potok L
- Biela voda (přítok Hnilce) L
- Havraní potok (přítok Hnilce) L
- Rakovec (přítok Hnilce) P
- Sokolí potok (přítok Hnilce) L
- Grajnár (potok) L
- Hrčkový potok L
- Surovec (přítok Hnilce) P
- Železný potok (přítok Hnilce) L
  - Hliniskový potok P
  - Ráztoka (přítok Železného potoka) P
  - Borsučí potok (přítok Železného potoka) L
- Tichá voda (přítok Hnilce) P
  - Henclová (potok) L
- Biely potok (přítok Hnilce) P
- Stará voda (přítok Hnilce) P
  - Biely potok (přítok Staré vody) L
- Kopagrund L
- Švedlársky potok L
- Bystrý potok (přítok Hnilce) P
  - Tmavý potok L
- Rudník (přítok Hnilce) P
- Suchý potok (přítok Hnilce) L
- Smolník (přítok Hnilce) P
  - Zimná voda (přítok Smolníku) P
  - Smolnícky potok P
- Vápenný potok (přítok Hnilce) L
- Veľký Hutný potok P
- Hrelíkov potok P
- Zimná voda (přítok Hnilce) P
- Teplý jarok P
- Perlový potok (přítok Hnilce) P
  - Tokáreň (přítok Perlového potoka) P
- Žakarovský potok L
- Kojšovský potok P
  - Poľovnícky potok L
  - Jedlinský potok (přítok Kojšovského potoka) L

## Splavnost
Hnilec je splavný od Dobšinské ledové jeskyně po přehradu
Dedinky – Palcmanská Maša. Tento úsek nazýváme také Horní Hnilec. Vodoměr pro tento úsek
se nachází u mostu pod obcí Stratená vpravo na říčním kilometru 75,4, měl by ukazovat alespoň 90 cm, doporučený stav
je 130 cm.
Dolní Hnilec je splavný za VV od Hnilce, za SV od Mníšku nad Hnilcem. Splavení úseku
Mníšek nad Hnilcom – Margecany trvá 5 hodin, úsek Hnilec – Margecany 1 až 2 dny, podle překážek na řece. Plavba po úseku nad přehradou trvá 2 až 3 hodiny. Minimální stav ve Švedláru by měl dosahovat 220 cm.

### Obtížnost
- Dobšinská ledová jeskyně – začátek vzdutí 82,7–73,0 9,6 %. WWII
- začátek vzdutí – hráz Palcmanské Maše 73,0–71,3 0,0 %. ZWA
- Hnilec – Žakarovce 59,7–5,1 6,0 %. WWII−
- Žakarovce – ústí 5,1–0,0 3,3 %. ZWC

### Nebezpečná místa
Řeka protéká hlubokým údolím se strmými stěnami spadajícími přímo do vody. Nebezpečná místa však nemá. Pozor na popadané stromy a některé umělé stupně, některé jsou nesplavné (nutno si přečíst kilometráž).

### Zajímavá místa
- Stratenský kaňon
- Palcmanská Maša (úsek Stratená – Dedinky)

## Geografické objekty na Hnilci
- Dobšinská ledová jeskyně
- Stratená
- Stratenská píla
- Dedinky s osadou Dobšinská Maša
- Mlynky s osadami Palcmanská Maša, Prostredný Hámor, Rakovec a Sykavka
- Hnilec s osadou Delava
- Peklisko
- Tretí Hámor
- Nálepkovo
- Vyšné Hrable
- Švedlár
- Nižné Hrable
- Mníšek nad Hnilcom
- Helcmanovce
- Prakovce
- Matilda huta
- Gelnica
- Žakarovce – Mária - Huta
- Jaklovce
- Margecany